# William Willett
William Willet (Farnham, 10 de agosto de 1856 - Brighton, 4 de março de 1915) foi um construtor inglês, membro da Sociedade Astronômica Real, que tornou-se notório por ser um grande incentivador do horário de verão no Reino Unido.
Embora a ideia de Horário de Verão tenha sido especulada por Benjamin Franklin em 1784, e, muito embora o astrônomo neozelandês George Hudson tenha apresentado, em 1895, por escrito, uma proposta à Royal Society da Nova Zelândia, Willett é considerado o verdadeiro pai da ideia.

## História
Segundo o escritor britânico Tony Francis, William Willet, um exímio construtor de Chislehurst (condado de Kent), estava cavalgando bem cedo numa manhã de verão em Petts Wood quando teve a ideia da utilidade de fazer um ajuste nos horários. Ele reparou que muitas casas estavam com as venezianas fechadas. “Que desperdício da claridade do dia!”, pensou ele. Começou, então, a fazer campanha para aprovar um projeto de lei no Parlamento Britânico a fim de ajustar o horário. Em 1907, ele elaborou um panfleto educativo, com a ideia que mostrava a relação da economia com o horário de verão. Waste of Daylight (“O Desperdício da Luz do Dia”), era uma pequena cartilha, que foi distribuída por ele a população, incentivando o consumo da luz natural (ela estimularia o lazer, a economia de energia e a diminuição da criminalidade.). Seu projeto era simplesmente adiantar o relógio em 20 minutos cada domingo de abril, perfazendo um total de 80 minutos no final do mês. Ao final de agosto, os relógios passariam a voltar ao horário normal também na mesma proporção. Isso permitiria às pessoas aproveitarem melhor o período de claridade.
Ainda segundo Francis, Willet escreveu num dos seus folhetos: “A luz é uma das maiores dádivas do nosso Criador. Enquanto a luz do dia nos ilumina, a alegria reina, as ansiedades amainam e reunimos coragem para enfrentar a vida”.
Os folhetos geraram muita polêmica, principalmente entre os fazendeiros, que precisavam acordar com o sol, independentemente do horário marcado pelo relógio. Pais preocupados com as crianças que teriam que acordar mais cedo também não aprovaram a ideia.
Em 1908, as ideias de Willet foram apoiadas por Robert Pearce, um membro do Parlamento Britânico, que fez várias tentativas, sem sucesso, de converter o chamado "Daylight Saving Time" em projeto de lei. Um ano mais tarde, o então jovem Winston Churchill também promoveu essa ideia, que foi novamente analisada pelo parlamento inglês, mas novamente foi rechaçada.
Willett não viveu o suficiente para ver sua idéia colocada em prática. Sua ideia só seria adotada um ano em 1916 (um ano depois de sua morte), pela Alemanha, durante a Primeira Guerra Mundial, como uma medida para economizar carvão.

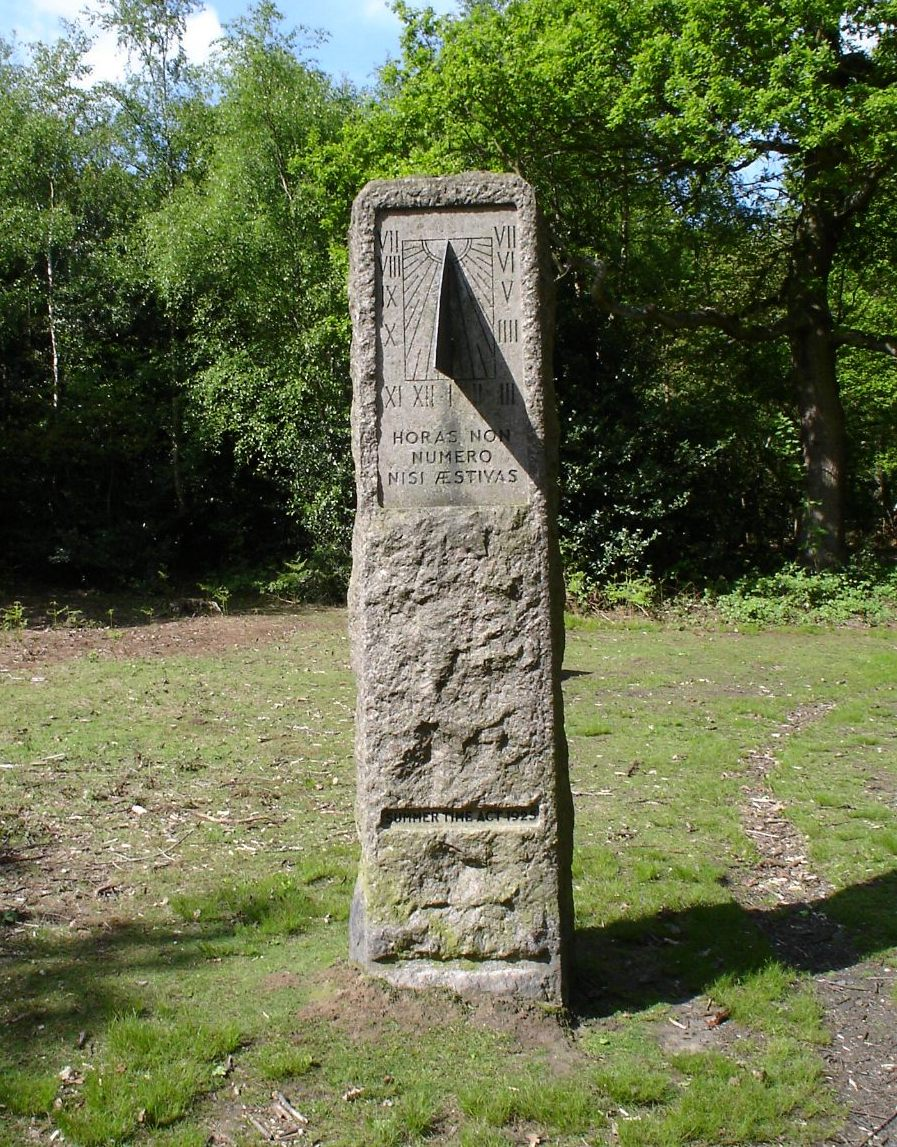
Relógio de sol, eternamente em horário de verão, localizado no memorial em Petts Wood em homenagem a William Willet

Atualmente, aproximadamente 30 países utilizam o horário de verão, pelo menos em parte de seu território. Para maioria deles, o princípio continua o mesmo sugerido por Willett: adaptação das atividades diárias à luz do Sol.
É tataravô de Chris Martin, vocalista da banda Coldplay.

## Memorial
Na cidade inglesa de Petts Wood há um dedicado ao “incansável defensor do ‘horário de verão’”. A inscrição debaixo do Relógio de sol diz: “Horas non numero nisi aestivas”, que quer dizer: “Não conto as horas, a menos [que sejam] de verão.”